# Woodbridge
|  | Per a altres significats, vegeu «Woodbridge (desambiguació)». |

Woodbridge és un poble de Suffolk, East Anglia, Anglaterra. Està a l'Est d'Anglaterra, no gaire lluny de la costa.
Es troba al llarg del River Deben, amb una població d'aproximadament 7.480 encara que això sembla més gran degut al nombre de viles veïnes. La ciutat està servida per la Woodbridge railway station amb la Ipswich-Lowestoft East Suffolk Line. Woodbridge està agermanada amb Mussidan de França.

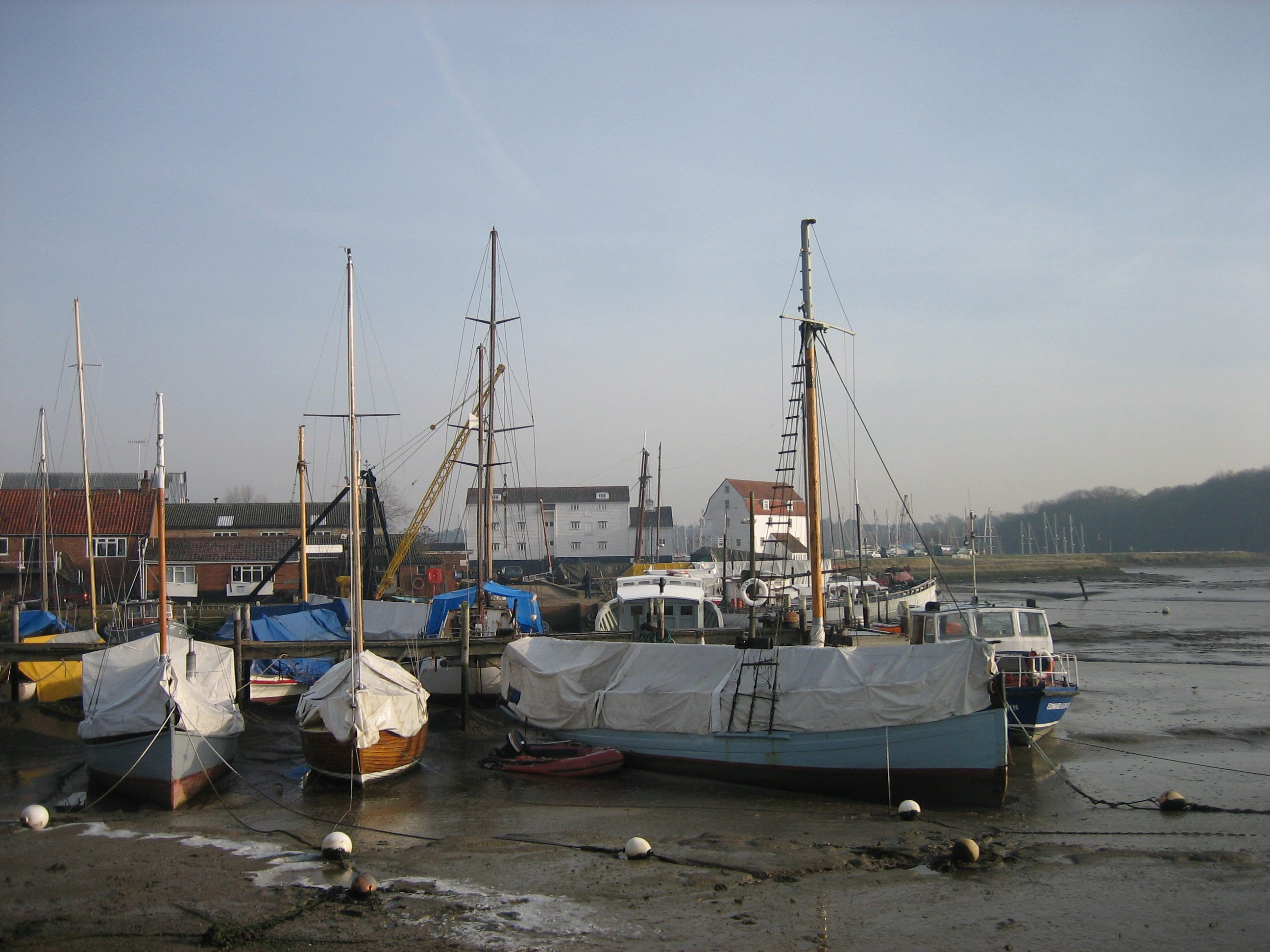
Woodbridge, amb el Woodbridge Tide Mill al fons